# In Your Dreams
In Your Dreams é o sétimo álbum de estúdio da cantora Stevie Nicks, lançado em 3 de maio de 2011.

## Faixas
1. "Secret Love" — 3:15
2. "For What It's Worth" — 4:32
3. "In Your Dreams" — 3:58
4. "Wide Sargasso Sea" — 5:36
5. "New Orleans" — 5:34
6. "Moonlight (A Vampire's Dream)" — 5:26
7. "Annabel Lee" — 5:58
8. "Soldier's Angel" (com Lindsey Buckingham) — 5:16
9. "Everybody Loves You" (com Dave Stewart) — 5:16
10. "Ghosts Are Gone" — 6:06
11. "You May Be The One" — 5:26
12. "Italian Summer" — 4:38
13. "Cheaper Than Free" (com Dave Stewart) — 3:38